# Csanád Gémesi
Dans le nom hongrois Gémesi Csanád, le nom de famille précède le prénom, mais cet article utilise l’ordre habituel en français Csanád Gémesi, où le prénom précède le nom.
Csanád Gémesi, né le 13 novembre 1986 à Gödöllő, est un escrimeur hongrois médaillé de bronze aux championnats d'Europe 2014 et aux championnats du monde 2014.

## Carrière
Issu d'une famille d'escrimeurs, il s'essaie au sport dès l'âge de trois ans. En 2003, il obtient une médaille de bronze aux championnats du monde cadets. Dix ans plus tard, il participe à ses premiers championnats du monde séniors, qui alors se déroulent à domicile pour lui, à Budapest. Il atteint les quarts de finale, où il est éliminé par le champion olympique en titre, Áron Szilágyi. Pour ses premiers championnats d'Europe, il se qualifie pour les demi-finales où il est éliminé par le champion du monde Veniamin Reshetnikov. Cela lui vaut sa première médaille internationale en individuel. Par équipes, aux championnats du monde 2014, la Hongrie élimine l'Italie, et perd en demi-finales contre la Corée du Sud. Elle remporte la petite finale contre la Russie et décroche la médaille de bronze.

## Palmarès
- Jeux olympiques
  -  Médaille d'argent par équipes aux Jeux olympiques à Paris
  -  Médaille de bronze par équipes aux Jeux olympiques à Tokyo

- Championnats du monde
  -  Médaille d'or par équipes aux championnats du monde 2023 à Milan
  -  Médaille d'argent par équipes aux championnats du monde 2017 à Leipzig
  -  Médaille d'argent par équipes aux championnats du monde 2019 à Budapest
  -  Médaille d'argent par équipes aux championnats du monde 2022 au Caire
  -  Médaille de bronze par équipes aux championnats du monde 2014 à Kazan
  -  Médaille de bronze par équipes aux championnats du monde 2018 à Wuxi

- Championnats d'Europe
  -  Médaille d'or par équipes aux championnats d'Europe 2018 à Novi Sad
  -  Médaille d'or par équipes aux championnats d'Europe 2022 à Antalya
  -  Médaille d'or par équipes aux championnats d'Europe 2024 à Bâle
  -  Médaille d'argent par équipes aux championnats d'Europe 2013 à Zagreb
  -  Médaille d'argent par équipes aux championnats d'Europe 2019 à Düsseldorf
  -  Médaille de bronze en individuel aux championnats d'Europe 2014 à Strasbourg
  -  Médaille de bronze par équipes aux championnats d'Europe 2015 à Montreux
  -  Médaille de bronze par équipes aux championnats d'Europe 2017 à Tbilissi

## Classement en fin de saison
| Année | 2005 | 2006 | 2007 | 2008 | 2009 | 2010 | 2011 | 2012 | 2013 | 2014 | 2015 | 2016 |
| ----- | ---- | ---- | ---- | ---- | ---- | ---- | ---- | ---- | ---- | ---- | ---- | ---- |
| Rang  | 548  | 179  | 519  | 175  | 87   | 182  | 117  | 111  | 18   | 16   | 72   | 77   |